# Fernando Poggi
Fernando Pablo Poggi (Buenos Aires, 6 luglio 1979) è un ex giocatore di calcio a 5 argentino, di ruolo portiere.

## Carriera

### Club
Entrato sedicenne nel settore giovanile dell'Argentinos Juniors, esordisce ben presto in prima squadra con cui vince due titoli Apertura (2000 e 2004), diventandone inoltre il capitano. Nel 2004 si trasferisce nel campionato italiano per giocare con la Polisportiva Giampaoli Ancona con cui vince immediatamente il girone A di Serie A2, infortunandosi tuttavia nel finale di stagione. Il ritorno in campo e il conseguente esordio in Serie A avviene nella seconda metà del campionato, risultando tuttavia ininfluente nelle dinamiche della squadra che chiude mestamente all'ultimo posto. In seguito alla retrocessione la polisportiva dorica dismette la squadra di calcio a 5, cedendo il titolo sportivo e il parco giocatori al San Giorgio. Inizialmente incluso nella rosa della squadra, già in novembre Poggi è ceduto in prestito al Domusdemaria Chia con cui conclude il campionato. La stagione seguente è ceduto a titolo definitivo alla Licogest Vibo in Serie B. Confermato nel campionato successivo, durante la finestra di trasferimenti invernale viene acquistato dall'Asti con cui vince nuovamente la Serie A2. A trent'anni ritorna in patria giocando con 17 de Agosto, Parque e soprattutto Hebraica con cui disputerà un'ottima stagione, contribuendo in maniera determinante al mantenimento della División de Honor. Fa quindi ritorno al 17 de Agosto ma le condizioni di salute critiche della figlia Oliva lo convincono a chiudere anzitempo la carriera per dedicarsi interamente alla famiglia. 
Conclusa la carriera da giocatore, è ritornato all'Hebraica come vice allenatore di Nicolás Noriega.

### Nazionale
In Nazionale Poggi ha raccolto poche presenze, chiuso inizialmente da Javier Guisande e quindi da Santiago Elias. Nel 2004 viene convocato per il Mondiale di Taiwan in cui l'Argentina giunge quarta assoluta.

## Palmarès

### Competizioni nazionali
- División de Honor: 2

Argentinos Juniors: (Apertura 2000, Apertura 2004)
- Campionato di Serie A2: 2

Polisportiva Giampaoli: 2004-05
Asti: 2008-09